# Rose-Marie (film, 1954)
Pour les articles homonymes, voir Rose-Marie.
Rose-Marie (Rose Marie) est un film musical américain en couleur réalisé par Mervyn LeRoy, sorti en 1954.
Il s'agit de la troisième adaptation au cinéma de l'opérette de Rudolf Friml et Oscar Hammerstein II, créée à Broadway en 1924. La première adaptation date de 1928 et la deuxième, de 1936.

## Synopsis
Rose Marie Lemaître (Ann Blyth) rencontre Mike Malone (Howard Keel), policier canadien qui tente de l'utiliser afin de capturer James Duvall (Fernando Lamas), trappeur recherché, et amant de la jeune femme.

## Fiche technique
- Titre français : Rose-Marie
- Titre original : Rose Marie
- Réalisation : Mervyn LeRoy
- Scénario : Oscar Hammerstein II (opérette), Otto Harbach, (opérette), George Froeschel, Ronald Millar (en)
- Société de production et de distribution : Metro-Goldwyn-Mayer
- Photographie : Paul Vogel
- Montage : Harold F. Kress
- Musique : Albert Sendrey, George Stoll, Robert Van Eps
- Livret et paroles : Oscar Hammerstein II
- Format : couleur (Eastmancolor)  — 35 mm — 1.75:1 — son : 4-Track Stereo (Western Electric Sound System)
- Pays de production : États-Unis
- Langue originale : anglais
- Genre : film musical
- Durée : 104 min
- Dates de sortie :
  - États-Unis : 3 mars 1954
  - France : 4 mars 1955

## Distribution
- Ann Blyth  (VF : Nelly Benedetti) : Rose-Marie Lemaitre
- Howard Keel  (VF : Roland Ménard, dialogues et Lucien Lupi, chants) : Mike Malone
- Fernando Lamas : James Severn Duval
- Bert Lahr  (VF : Jacques Dynam) : Barney McCorkle
- Marjorie Main  (VF : Germaine Kerjean) : Lady Jane Dunstock
- Joan Taylor : Wanda
- Ray Collins  (VF : Pierre Morin) : l'nspecteur Appleby
- Chief Yowlachie  (VF : Roger Tréville) : Black Eagle
- Lumsden Hare : le juge
- Gordon Richards (VF : Richard Francœur)  : attorney